# Italochrysa nobilis
Italochrysa nobilis is een insect uit de familie van de gaasvliegen (Chrysopidae), die tot de orde netvleugeligen (Neuroptera) behoort. 
Italochrysa nobilis is voor het eerst wetenschappelijk beschreven door Hölzel & Ohm in 2003.